# Жозеф-Ренет, Стив
Стив Жозе́ф-Рене́т (фр. Steeve Joseph-Reinette; 2 декабря 1983, Париж) — французский футболист, защитник.

## Карьера
Профессиональную карьеру начал в 2002 году в родном клубе «Генгам». В 2006 году переехал в Италию в клуб «Чиско Рома», выступавший в Серии C2. В 2008 году перешёл в клуб второго дивизиона чемпионата Румынии «Плоешти». 2 августа 2009 года заключил контракт с болгарским клубом «Славия».
12 августа 2010 года стало известно, что Жозеф-Ренет перейдёт в новосибирский клуб «Сибирь» на правах аренды. 3 октября 2010 года Жозеф-Ренет забил первый гол в своей карьере в матче против казанского «Рубина», который закончился со счётом 2:2.
27 декабря 2010 года клуб «Крылья Советов» объявил о заключении контракта на 2,5 года со Стивом. В начале сезона футболист получил травму и 8 месяцев не выступал. В июне 2013 года покинул клуб.